# هوتوخوشی
هوتوخوشی یا اهتوخوشی یا هوتوخوشی اهنوخوشی بنا به گفتهٔ شاهنامه یکی از طبقات چهارگانهٔ ایران بوده که کاتوزیان، نیساریان، نسودی و اهنوخوشی باشند. گویند جمشید طوایف را بر چهار قسم کرد اول را کاتوزی نامید و گفت که در کوه‌ها و غارها مکان کنند و به عبادت خدا و کسب علوم مشغول باشند. دوم را نیساری خواند و گفت سپاهیگری بیاموزند و سوم را نسودی نام کرد و حکم کرد که کشت و زرع کنند و چهارم را اهنوخوشی لقب داد و گفت به انواع حرفه‌ها بپردازند.

## اهتوخوشی در شاهنامه
اما کلمهٔ اهنوخوشی در شاهنامه درست نیست و تصحیف است. این کلمه محرف هوتوخش زبان پهلوی است و آن مرکب است از دو جزء: جزء اول هو به معنی خوب و جزء دوم از مصدر توخشیش یا (تخشیدن) به معنی کوشیدن و ورزیدن. هوتخش یعنی خوب و زنده و نیکو کوشنده و مراد از آن طبقهٔ صنعتگر است. شاهنامه چهارمین طبقه اجتماعی ایران دوران جمشید را طبقه صنعت‌گر برمی‌شمارد و اینگونه از ایشان یاد می‌گردد:
| چهارم که خوانند اهتوخوشی   |  | همان دست‌ورزان ابا سرکشی     |
| کجا کارشان همگنان پیشه بود |  | روانشان همیشه پر اندیشه بود |

مصرع دوّم از صنعت‌گران عبا سرکش نام می‌برد که شاید منظور از این اصطلاح آهنگران، سفالگران و سایر پیشه‌های حرفه‌ای باشد، ولی از طبقه معماران و مهندسین ساختمان در دوران جمشید ذکری نرفته احتمالاً طبقه مزبور نیز وجود داشته امّا از آن گروه دیوان بوده که نزد مزدیسناییان وجاهت و مقبولیتی نداشتند.